# Turzyca darniowa
Turzyca darniowa (Carex cespitosa L.) – gatunek byliny z rodziny ciborowatych. Szeroko rozprzestrzeniony w strefie umiarkowanej Europy i Azji (od Hiszpanii po Japonię). W Polsce jest gatunkiem na ogół rozpowszechnionym na niżu, lokalnie bywa rzadki.

## Morfologia

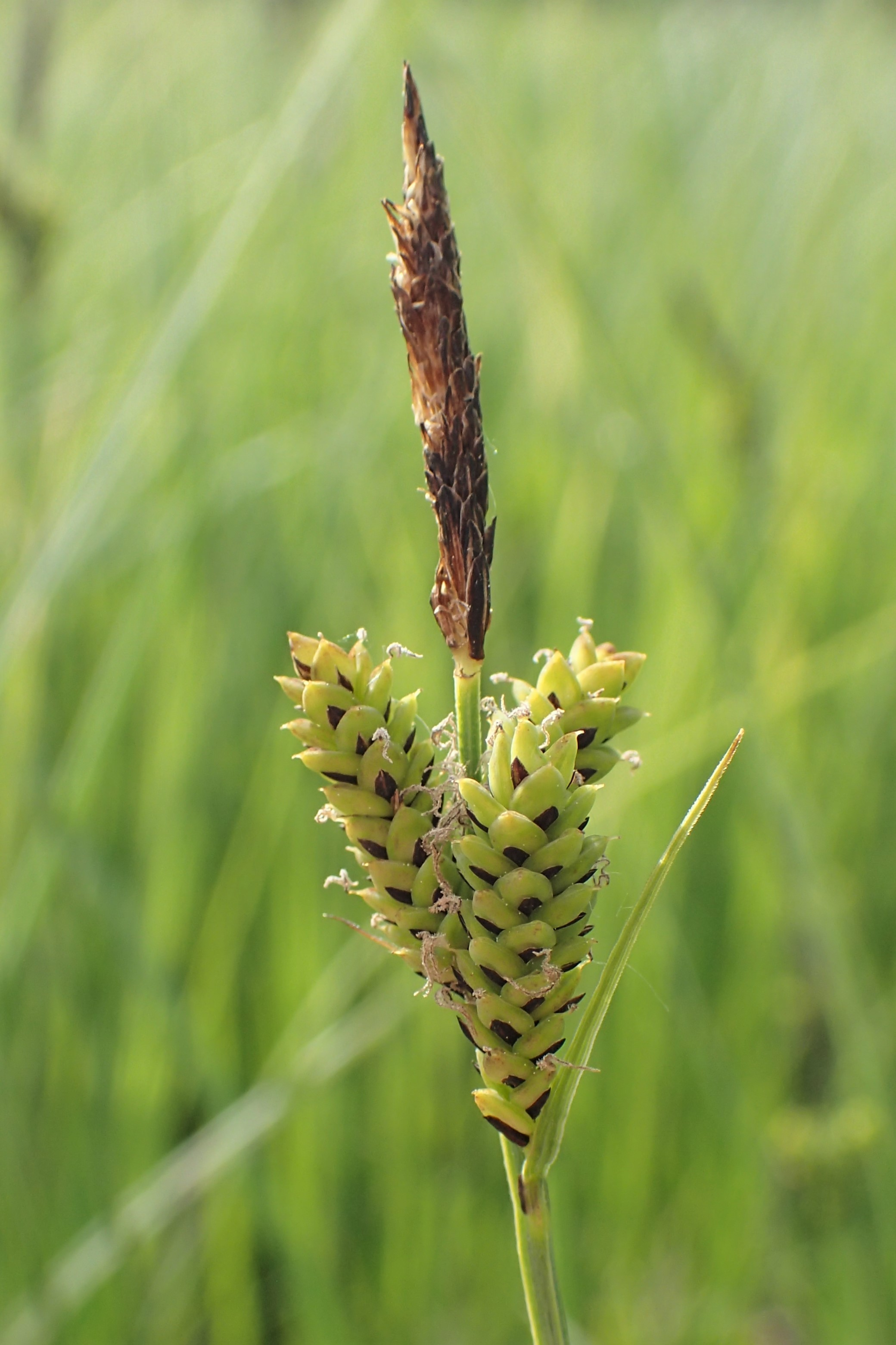
Kłosy z owocami

PokrójBylina gęstokępkowa, bez rozłogów.
ŁodygaO wysokości 15–50 cm, ostro trójkanciasta, szorstka.
LiściePłaskie, o szerokości 3–6 mm, barwy jasnozielonej bądź żółtozielonej. Pochwy liściowe odziomkowe purpurowoczarne, błyszczące i sieciowato postrzępione.
KwiatyRoślina jednopienna. Kłos szczytowy  męski, pojedynczy. Kłosy dolne żeńskie w liczbie 1–3, długości 1–2, wzniesione. Kwiaty żeńskie ze słupkiem o dwóch znamionach. Przysadki kwiatów żeńskich jajowate, tępe, czarne z zielonawą pręgą na grzbiecie, biało obrzeżone.
OwoceW postaci orzeszków w pęchrzykach o długości 2–2,5 mm, dłuższe od przysadek, żółtawozielone, nagie, beznerwowe, o bardzo krótkim, całobrzegim dzióbku.

## Biologia i ekologia
Bylina, kwitnie od kwietnia do maja, zasiedla podmokłe łąki. Gatunek charakterystyczny zespołu Caricetum cespitosae.